# 商業中心站 (大環線)
商業中心站（羅馬化：Delovoy Tsentr）是莫斯科地鐵莫斯科大環線的一個車站。此站在2018年2月26日啟用，是首五個新線車站之一。
商業中心是謝列彼哈站分支的總站。。
車站位於莫斯科國際商業中心內。

## 轉乘
乘客可以轉乘加里宁-松采沃线上的商業中心站轉乘，也可以跟菲利線上的會展站轉乘。